# 1689
Portal Geschichte | Portal Biografien | Aktuelle Ereignisse | Jahreskalender | Tagesartikel

◄ |
16. Jahrhundert |
17. Jahrhundert
| 18. Jahrhundert | ►

◄ |
1650er |
1660er |
1670er |
1680er
| 1690er | 1700er | 1710er | ►

◄◄ |
◄ |
1685 |
1686 |
1687 |
1688 |
1689
| 1690 | 1691 | 1692 | 1693 | ► | ►►
Staatsoberhäupter  · Nekrolog   · Musikjahr
| Januar | Januar | Januar | Januar | Januar | Januar | Januar | Januar |
| Kw     | Mo     | Di     | Mi     | Do     | Fr     | Sa     | So     |
| ------ | ------ | ------ | ------ | ------ | ------ | ------ | ------ |
| 53     |        |        |        |        |        | 1      | 2      |
| 1      | 3      | 4      | 5      | 6      | 7      | 8      | 9      |
| 2      | 10     | 11     | 12     | 13     | 14     | 15     | 16     |
| 3      | 17     | 18     | 19     | 20     | 21     | 22     | 23     |
| 4      | 24     | 25     | 26     | 27     | 28     | 29     | 30     |
| 5      | 31     |        |        |        |        |        |        |

| Februar | Februar | Februar | Februar | Februar | Februar | Februar | Februar |
| Kw      | Mo      | Di      | Mi      | Do      | Fr      | Sa      | So      |
| ------- | ------- | ------- | ------- | ------- | ------- | ------- | ------- |
| 5       |         | 1       | 2       | 3       | 4       | 5       | 6       |
| 6       | 7       | 8       | 9       | 10      | 11      | 12      | 13      |
| 7       | 14      | 15      | 16      | 17      | 18      | 19      | 20      |
| 8       | 21      | 22      | 23      | 24      | 25      | 26      | 27      |
| 9       | 28      |         |         |         |         |         |         |

| März | März | März | März | März | März | März | März |
| Kw   | Mo   | Di   | Mi   | Do   | Fr   | Sa   | So   |
| ---- | ---- | ---- | ---- | ---- | ---- | ---- | ---- |
| 9    |      | 1    | 2    | 3    | 4    | 5    | 6    |
| 10   | 7    | 8    | 9    | 10   | 11   | 12   | 13   |
| 11   | 14   | 15   | 16   | 17   | 18   | 19   | 20   |
| 12   | 21   | 22   | 23   | 24   | 25   | 26   | 27   |
| 13   | 28   | 29   | 30   | 31   |      |      |      |

| April | April | April | April | April | April | April | April |
| Kw    | Mo    | Di    | Mi    | Do    | Fr    | Sa    | So    |
| ----- | ----- | ----- | ----- | ----- | ----- | ----- | ----- |
| 13    |       |       |       |       | 1     | 2     | 3     |
| 14    | 4     | 5     | 6     | 7     | 8     | 9     | 10    |
| 15    | 11    | 12    | 13    | 14    | 15    | 16    | 17    |
| 16    | 18    | 19    | 20    | 21    | 22    | 23    | 24    |
| 17    | 25    | 26    | 27    | 28    | 29    | 30    |       |

| Mai | Mai | Mai | Mai | Mai | Mai | Mai | Mai |
| Kw  | Mo  | Di  | Mi  | Do  | Fr  | Sa  | So  |
| --- | --- | --- | --- | --- | --- | --- | --- |
| 17  |     |     |     |     |     |     | 1   |
| 18  | 2   | 3   | 4   | 5   | 6   | 7   | 8   |
| 19  | 9   | 10  | 11  | 12  | 13  | 14  | 15  |
| 20  | 16  | 17  | 18  | 19  | 20  | 21  | 22  |
| 21  | 23  | 24  | 25  | 26  | 27  | 28  | 29  |
| 22  | 30  | 31  |     |     |     |     |     |

| Juni | Juni | Juni | Juni | Juni | Juni | Juni | Juni |
| Kw   | Mo   | Di   | Mi   | Do   | Fr   | Sa   | So   |
| ---- | ---- | ---- | ---- | ---- | ---- | ---- | ---- |
| 22   |      |      | 1    | 2    | 3    | 4    | 5    |
| 23   | 6    | 7    | 8    | 9    | 10   | 11   | 12   |
| 24   | 13   | 14   | 15   | 16   | 17   | 18   | 19   |
| 25   | 20   | 21   | 22   | 23   | 24   | 25   | 26   |
| 26   | 27   | 28   | 29   | 30   |      |      |      |

| Juli | Juli | Juli | Juli | Juli | Juli | Juli | Juli |
| Kw   | Mo   | Di   | Mi   | Do   | Fr   | Sa   | So   |
| ---- | ---- | ---- | ---- | ---- | ---- | ---- | ---- |
| 26   |      |      |      |      | 1    | 2    | 3    |
| 27   | 4    | 5    | 6    | 7    | 8    | 9    | 10   |
| 28   | 11   | 12   | 13   | 14   | 15   | 16   | 17   |
| 29   | 18   | 19   | 20   | 21   | 22   | 23   | 24   |
| 30   | 25   | 26   | 27   | 28   | 29   | 30   | 31   |

| August | August | August | August | August | August | August | August |
| Kw     | Mo     | Di     | Mi     | Do     | Fr     | Sa     | So     |
| ------ | ------ | ------ | ------ | ------ | ------ | ------ | ------ |
| 31     | 1      | 2      | 3      | 4      | 5      | 6      | 7      |
| 32     | 8      | 9      | 10     | 11     | 12     | 13     | 14     |
| 33     | 15     | 16     | 17     | 18     | 19     | 20     | 21     |
| 34     | 22     | 23     | 24     | 25     | 26     | 27     | 28     |
| 35     | 29     | 30     | 31     |        |        |        |        |

| September | September | September | September | September | September | September | September |
| Kw        | Mo        | Di        | Mi        | Do        | Fr        | Sa        | So        |
| --------- | --------- | --------- | --------- | --------- | --------- | --------- | --------- |
| 35        |           |           |           | 1         | 2         | 3         | 4         |
| 36        | 5         | 6         | 7         | 8         | 9         | 10        | 11        |
| 37        | 12        | 13        | 14        | 15        | 16        | 17        | 18        |
| 38        | 19        | 20        | 21        | 22        | 23        | 24        | 25        |
| 39        | 26        | 27        | 28        | 29        | 30        |           |           |

| Oktober | Oktober | Oktober | Oktober | Oktober | Oktober | Oktober | Oktober |
| Kw      | Mo      | Di      | Mi      | Do      | Fr      | Sa      | So      |
| ------- | ------- | ------- | ------- | ------- | ------- | ------- | ------- |
| 39      |         |         |         |         |         | 1       | 2       |
| 40      | 3       | 4       | 5       | 6       | 7       | 8       | 9       |
| 41      | 10      | 11      | 12      | 13      | 14      | 15      | 16      |
| 42      | 17      | 18      | 19      | 20      | 21      | 22      | 23      |
| 43      | 24      | 25      | 26      | 27      | 28      | 29      | 30      |
| 44      | 31      |         |         |         |         |         |         |

| November | November | November | November | November | November | November | November |
| Kw       | Mo       | Di       | Mi       | Do       | Fr       | Sa       | So       |
| -------- | -------- | -------- | -------- | -------- | -------- | -------- | -------- |
| 44       |          | 1        | 2        | 3        | 4        | 5        | 6        |
| 45       | 7        | 8        | 9        | 10       | 11       | 12       | 13       |
| 46       | 14       | 15       | 16       | 17       | 18       | 19       | 20       |
| 47       | 21       | 22       | 23       | 24       | 25       | 26       | 27       |
| 48       | 28       | 29       | 30       |          |          |          |          |

| Dezember | Dezember | Dezember | Dezember | Dezember | Dezember | Dezember | Dezember |
| Kw       | Mo       | Di       | Mi       | Do       | Fr       | Sa       | So       |
| -------- | -------- | -------- | -------- | -------- | -------- | -------- | -------- |
| 48       |          |          |          | 1        | 2        | 3        | 4        |
| 49       | 5        | 6        | 7        | 8        | 9        | 10       | 11       |
| 50       | 12       | 13       | 14       | 15       | 16       | 17       | 18       |
| 51       | 19       | 20       | 21       | 22       | 23       | 24       | 25       |
| 52       | 26       | 27       | 28       | 29       | 30       | 31       |          |

| Januar | Januar | Januar | Januar | Januar | Januar | Januar | Januar |
| Kw     | Mo     | Di     | Mi     | Do     | Fr     | Sa     | So     |
| ------ | ------ | ------ | ------ | ------ | ------ | ------ | ------ |
| 53     |        |        |        |        |        | 1      | 2      |
| 1      | 3      | 4      | 5      | 6      | 7      | 8      | 9      |
| 2      | 10     | 11     | 12     | 13     | 14     | 15     | 16     |
| 3      | 17     | 18     | 19     | 20     | 21     | 22     | 23     |
| 4      | 24     | 25     | 26     | 27     | 28     | 29     | 30     |
| 5      | 31     |        |        |        |        |        |        |

| Februar | Februar | Februar | Februar | Februar | Februar | Februar | Februar |
| Kw      | Mo      | Di      | Mi      | Do      | Fr      | Sa      | So      |
| ------- | ------- | ------- | ------- | ------- | ------- | ------- | ------- |
| 5       |         | 1       | 2       | 3       | 4       | 5       | 6       |
| 6       | 7       | 8       | 9       | 10      | 11      | 12      | 13      |
| 7       | 14      | 15      | 16      | 17      | 18      | 19      | 20      |
| 8       | 21      | 22      | 23      | 24      | 25      | 26      | 27      |
| 9       | 28      |         |         |         |         |         |         |

| März | März | März | März | März | März | März | März |
| Kw   | Mo   | Di   | Mi   | Do   | Fr   | Sa   | So   |
| ---- | ---- | ---- | ---- | ---- | ---- | ---- | ---- |
| 9    |      | 1    | 2    | 3    | 4    | 5    | 6    |
| 10   | 7    | 8    | 9    | 10   | 11   | 12   | 13   |
| 11   | 14   | 15   | 16   | 17   | 18   | 19   | 20   |
| 12   | 21   | 22   | 23   | 24   | 25   | 26   | 27   |
| 13   | 28   | 29   | 30   | 31   |      |      |      |

| April | April | April | April | April | April | April | April |
| Kw    | Mo    | Di    | Mi    | Do    | Fr    | Sa    | So    |
| ----- | ----- | ----- | ----- | ----- | ----- | ----- | ----- |
| 13    |       |       |       |       | 1     | 2     | 3     |
| 14    | 4     | 5     | 6     | 7     | 8     | 9     | 10    |
| 15    | 11    | 12    | 13    | 14    | 15    | 16    | 17    |
| 16    | 18    | 19    | 20    | 21    | 22    | 23    | 24    |
| 17    | 25    | 26    | 27    | 28    | 29    | 30    |       |

| Mai | Mai | Mai | Mai | Mai | Mai | Mai | Mai |
| Kw  | Mo  | Di  | Mi  | Do  | Fr  | Sa  | So  |
| --- | --- | --- | --- | --- | --- | --- | --- |
| 17  |     |     |     |     |     |     | 1   |
| 18  | 2   | 3   | 4   | 5   | 6   | 7   | 8   |
| 19  | 9   | 10  | 11  | 12  | 13  | 14  | 15  |
| 20  | 16  | 17  | 18  | 19  | 20  | 21  | 22  |
| 21  | 23  | 24  | 25  | 26  | 27  | 28  | 29  |
| 22  | 30  | 31  |     |     |     |     |     |

| Juni | Juni | Juni | Juni | Juni | Juni | Juni | Juni |
| Kw   | Mo   | Di   | Mi   | Do   | Fr   | Sa   | So   |
| ---- | ---- | ---- | ---- | ---- | ---- | ---- | ---- |
| 22   |      |      | 1    | 2    | 3    | 4    | 5    |
| 23   | 6    | 7    | 8    | 9    | 10   | 11   | 12   |
| 24   | 13   | 14   | 15   | 16   | 17   | 18   | 19   |
| 25   | 20   | 21   | 22   | 23   | 24   | 25   | 26   |
| 26   | 27   | 28   | 29   | 30   |      |      |      |

| Juli | Juli | Juli | Juli | Juli | Juli | Juli | Juli |
| Kw   | Mo   | Di   | Mi   | Do   | Fr   | Sa   | So   |
| ---- | ---- | ---- | ---- | ---- | ---- | ---- | ---- |
| 26   |      |      |      |      | 1    | 2    | 3    |
| 27   | 4    | 5    | 6    | 7    | 8    | 9    | 10   |
| 28   | 11   | 12   | 13   | 14   | 15   | 16   | 17   |
| 29   | 18   | 19   | 20   | 21   | 22   | 23   | 24   |
| 30   | 25   | 26   | 27   | 28   | 29   | 30   | 31   |

| August | August | August | August | August | August | August | August |
| Kw     | Mo     | Di     | Mi     | Do     | Fr     | Sa     | So     |
| ------ | ------ | ------ | ------ | ------ | ------ | ------ | ------ |
| 31     | 1      | 2      | 3      | 4      | 5      | 6      | 7      |
| 32     | 8      | 9      | 10     | 11     | 12     | 13     | 14     |
| 33     | 15     | 16     | 17     | 18     | 19     | 20     | 21     |
| 34     | 22     | 23     | 24     | 25     | 26     | 27     | 28     |
| 35     | 29     | 30     | 31     |        |        |        |        |

| September | September | September | September | September | September | September | September |
| Kw        | Mo        | Di        | Mi        | Do        | Fr        | Sa        | So        |
| --------- | --------- | --------- | --------- | --------- | --------- | --------- | --------- |
| 35        |           |           |           | 1         | 2         | 3         | 4         |
| 36        | 5         | 6         | 7         | 8         | 9         | 10        | 11        |
| 37        | 12        | 13        | 14        | 15        | 16        | 17        | 18        |
| 38        | 19        | 20        | 21        | 22        | 23        | 24        | 25        |
| 39        | 26        | 27        | 28        | 29        | 30        |           |           |

| Oktober | Oktober | Oktober | Oktober | Oktober | Oktober | Oktober | Oktober |
| Kw      | Mo      | Di      | Mi      | Do      | Fr      | Sa      | So      |
| ------- | ------- | ------- | ------- | ------- | ------- | ------- | ------- |
| 39      |         |         |         |         |         | 1       | 2       |
| 40      | 3       | 4       | 5       | 6       | 7       | 8       | 9       |
| 41      | 10      | 11      | 12      | 13      | 14      | 15      | 16      |
| 42      | 17      | 18      | 19      | 20      | 21      | 22      | 23      |
| 43      | 24      | 25      | 26      | 27      | 28      | 29      | 30      |
| 44      | 31      |         |         |         |         |         |         |

| November | November | November | November | November | November | November | November |
| Kw       | Mo       | Di       | Mi       | Do       | Fr       | Sa       | So       |
| -------- | -------- | -------- | -------- | -------- | -------- | -------- | -------- |
| 44       |          | 1        | 2        | 3        | 4        | 5        | 6        |
| 45       | 7        | 8        | 9        | 10       | 11       | 12       | 13       |
| 46       | 14       | 15       | 16       | 17       | 18       | 19       | 20       |
| 47       | 21       | 22       | 23       | 24       | 25       | 26       | 27       |
| 48       | 28       | 29       | 30       |          |          |          |          |

| Dezember | Dezember | Dezember | Dezember | Dezember | Dezember | Dezember | Dezember |
| Kw       | Mo       | Di       | Mi       | Do       | Fr       | Sa       | So       |
| -------- | -------- | -------- | -------- | -------- | -------- | -------- | -------- |
| 48       |          |          |          | 1        | 2        | 3        | 4        |
| 49       | 5        | 6        | 7        | 8        | 9        | 10       | 11       |
| 50       | 12       | 13       | 14       | 15       | 16       | 17       | 18       |
| 51       | 19       | 20       | 21       | 22       | 23       | 24       | 25       |
| 52       | 26       | 27       | 28       | 29       | 30       | 31       |          |

## Ereignisse

### Politik und Weltgeschehen

#### Glorious Revolution in England
- Januar: Das englische Parlament tritt zusammen und setzt Wilhelm III. von Oranien als König von England ein.
- 13. Februar: Nach der vom Parlament beschlossenen Declaration of Rights muss der englische König das Parlament in regelmäßigen Abständen einberufen und benötigt dessen Zustimmung zur Erhebung von Steuern und Abgaben, zur Anwendung der Folter sowie zum Unterhalt eines stehenden Heeres in Friedenszeiten. Darüber hinaus begründet das Gesetz die Immunität der Parlamentsabgeordneten: Sie genießen völlige Redefreiheit im Unterhaus und müssen sich für Vergehen künftig nur noch vor diesem selbst, aber nicht mehr vor dem König oder seinen Gerichten verantworten.
- 12. März: Der frühere englische König Jakob II. landet mit 5.000 Franzosen in Irland und unterwirft nahezu die ganze Insel seiner Herrschaft.
- 11. April: Wilhelm von Oranien und seine Ehefrau Maria II. werden in London in der ersten und bis heute einzigen Doppelkrönung gemeinsam gekrönt.
- 24. Mai: Die Toleranzakte des englischen Parlaments gewährt den Nonkonformisten (Dissenters), Mitgliedern von Kirchengemeinden, die sich aus Glaubensgründen von der anglikanischen Amtskirche getrennt haben, eingeschränkte Religionsfreiheit.
- 27. Juli: Am Engpass Killiecrankie besiegen schottische Royalisten (Jakobiter) mit „Bonnie Dundee“ an der Spitze englische Truppen unter General Hugh Mackay. Dundee stirbt durch eine verirrte Kugel, was den schottischen Aufstand seiner starken Führungspersönlichkeit beraubt.

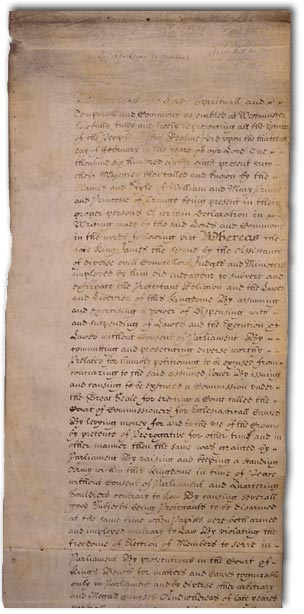
Bill of Rights

- 23. Oktober: Die vom Parlament am 13. Februar zunächst als Declaration of Rights (Erklärung der Rechte) gefassten Grundsätze werden vom neuen Königspaar Wilhelm III. und Maria II. anerkannt. Sie münden in die Bill of Rights.
- 16. Dezember: Die Bill of Rights (dt. Gesetz der Rechte) wird verabschiedet. Das Gesetz regelt die Rechte des britischen Parlaments gegenüber dem Königtum und gilt als eines der grundlegenden Dokumente des Parlamentarismus.

#### Pfälzischer Erbfolgekrieg
- Januar: Französische Truppen brennen während des Pfälzischen Erbfolgekriegs planmäßig Städte südlich des Neckars nieder.
- 16. Februar: Französische Truppen unter Ezéchiel de Mélac und René de Froulay de Tessé sprengen auf Befehl von Kriegsminister François Michel Le Tellier de Louvois das Heidelberger Schloss.
- 2. März: Heidelberg wird von den Franzosen in Brand gesteckt.
- 5. März: Mannheim wird von französischen Truppen niedergebrannt.
- Kaiser Leopold I. erklärt den Reichskrieg gegen Frankreich.
- 11. Mai: Die Seeschlacht vor der Bantry Bay zwischen der englischen und der französischen Flotte endet unentschieden.
- 12. Mai: Die Augsburger Allianz wird durch den Beitritt von England und den Niederlanden zur Wiener Großen Allianz gegen den Sonnenkönig Ludwig XIV. erweitert.
- 31. Mai: Französische Truppen plündern die Königsgräber im Speyerer Dom und stecken den im Dom vermeintlich sicher eingelagerten Hausrat von Bürgern in Brand. Der Kirchenbau wird vom Feuer schwer beschädigt. Am selben Tag zerstören die Franzosen die Stadt Worms. Dem großen Stadtbrand fallen der Dom und zahlreiche Wohn- und Sakralbauten der Stadt zum Opfer.

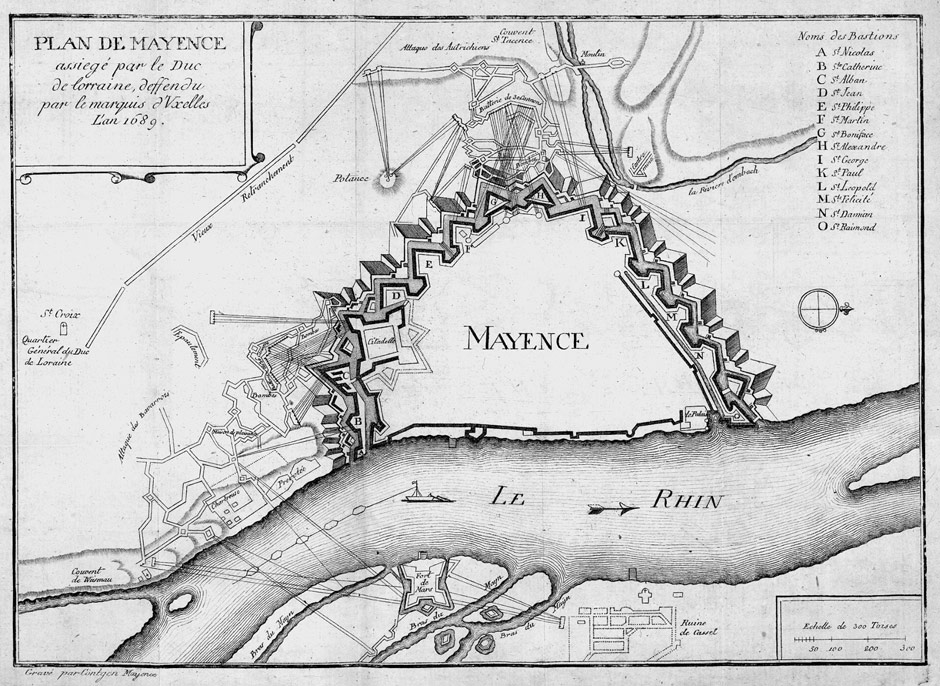
Belagerung von Mainz 1689, Kupferstich, Paris, 1756

- 26. Juli bis 8. September: Die Belagerung von Mainz durch Reichstruppen unter Karl von Lothringen endet mit der Kapitulation der französischen Besatzung.
- 19. August: Das Wasserschloss Staffort wird von den Franzosen gesprengt.
- 12. Oktober: Die Belagerung von Bonn durch brandenburgische und niederländische Truppen endet mit der Kapitulation der französischen Besatzung. Damit fällt die letzte französische Bastion in Kurköln.

#### Großer Türkenkrieg
- 20. Mai: Während des zweiten Krimfeldzugs erreicht eine große russische Armee Perekop, kann die Festung aber nicht einnehmen.
- 26. Oktober: Im Großen Türkenkrieg wird die von vielen Einwohnern und der osmanischen Besatzung verlassene Stadt Skopje von österreichischen Truppen an diesem und dem Folgetag in Brand gesteckt und von den Flammen stark zerstört.

#### Heiliges Römisches Reich / Dänemark
- Durch den Altonaer Vertrag erhält Herzog Christian Albrecht von Schleswig-Holstein-Gottorf unter Vermittlung der kaiserlichen, brandenburgischen, kursächsischen, niederländischen und englischen Gesandten seine Länder von Dänemark zurück. Garantiemächte des Vertrages sind Schweden, England und die Niederlande.

#### Frankreich
- Der erste Aufstand der protestantischen Kamisarden wird nach rund vier Jahren niedergeschlagen.

#### Russland / China
- 6. September: Im Vertrag von Nertschinsk mit Russland, der ersten mit einer europäischen Macht getroffenen Vereinbarung Chinas, wird die Grenze zwischen beiden Ländern im Gebiet des Amur festgelegt.
- 6. Oktober: Peter I. wird nach dem Sturz der Regentin Sofia Alexejewna Alleinherrscher in Russland.

#### Nordamerika
- King William’s War, der erste der Franzosen- und Indianerkriege, nordamerikanischer Schauplatz im Pfälzischen Erbfolgekrieg, beginnt.
- Jakob Leisler beginnt einen als Leisler’s Rebellion bekannt gewordenen Aufstand im kolonialen New York.

### Wissenschaft und Technik

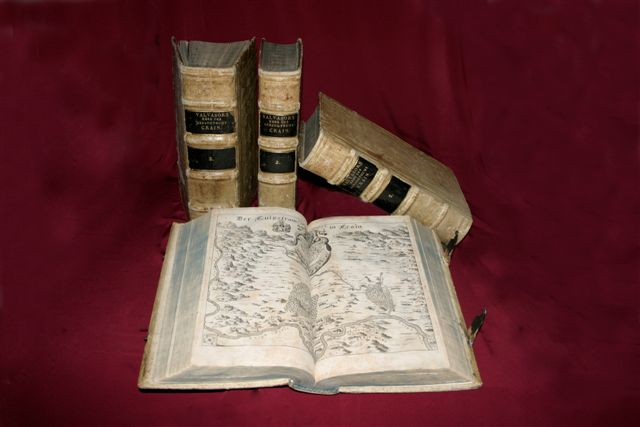
Ein paar Bände von „Die Ehre dess Hertzogthums Crain“ aus dem Jahre 1689

- Johann Weichard von Valvasor veröffentlicht in Nürnberg in deutscher Sprache das Werk Die Ehre dess Hertzogthums Crain. Auf zeitgenössischen Kupferstichen werden die Städte, Märkte, Klöster, Burgen und Schlösser im Herzogtum Krain dargestellt. Das Werk besteht aus 15 Bänden, die in vier Abschnitte aufgeteilt sind, und umfasst insgesamt 3552 großformatige Blätter mit 24 Anhängen und 528 Kupferstiche.
- Olof Rudbeck beschreibt im zweiten Band von Atlantica erstmals die vermeintliche Inschrift auf dem Vinsastenen.
- Enrico Zuccalli, der Hofbaumeister des Kurfürsten Maximilian II. Emanuel legt den Schleißheimer Kanal an.

### Kultur
- 26. Januar: Die Tragödie Esther von Jean Racine, mit Musik von Jean-Baptiste Moreau hat ihre Uraufführung im Mädchenpensionat von Saint-Cyr.

### Religion

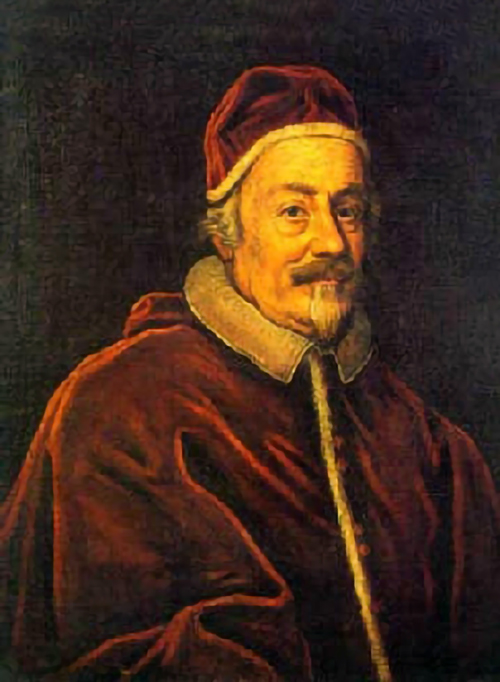
Papst Alexander VIII.

- 6. Oktober: Pietro Vito Ottoboni wird mit Unterstützung des französischen Königs Ludwig XIV. zum Papst gewählt und gibt sich den Namen Alexander VIII. In Rom erringt er große Popularität, weil er den Karneval wieder zulässt und große Theater- und Opernaufführungen ermöglicht.

### Katastrophen
- 19. April: Bei einer Opernaufführung im Theater des dänischen Schlosses Amalienborg entzündet sich die Dekoration. Das Theater und das Schloss, auf das die Flammen übergreifen, werden beim Brand zerstört. 171 Menschen sterben, unter ihnen der Komponist Johann Lorentz.
- 21. Juni: Der sogenannte „französische“ Stadtbrand verwüstet die Prager Judenstadt und die nördlichen Teile der Alt- und Neustadt von Prag. Da die österreichischen Habsburger zu dieser Zeit gegen Frankreich Krieg führen, wird der Brand französischen Agenten zugeschrieben, von denen einige verurteilt und hingerichtet werden. Die Schuld der Franzosen wird heute in Frage gestellt.

## Geboren

### Erstes Halbjahr

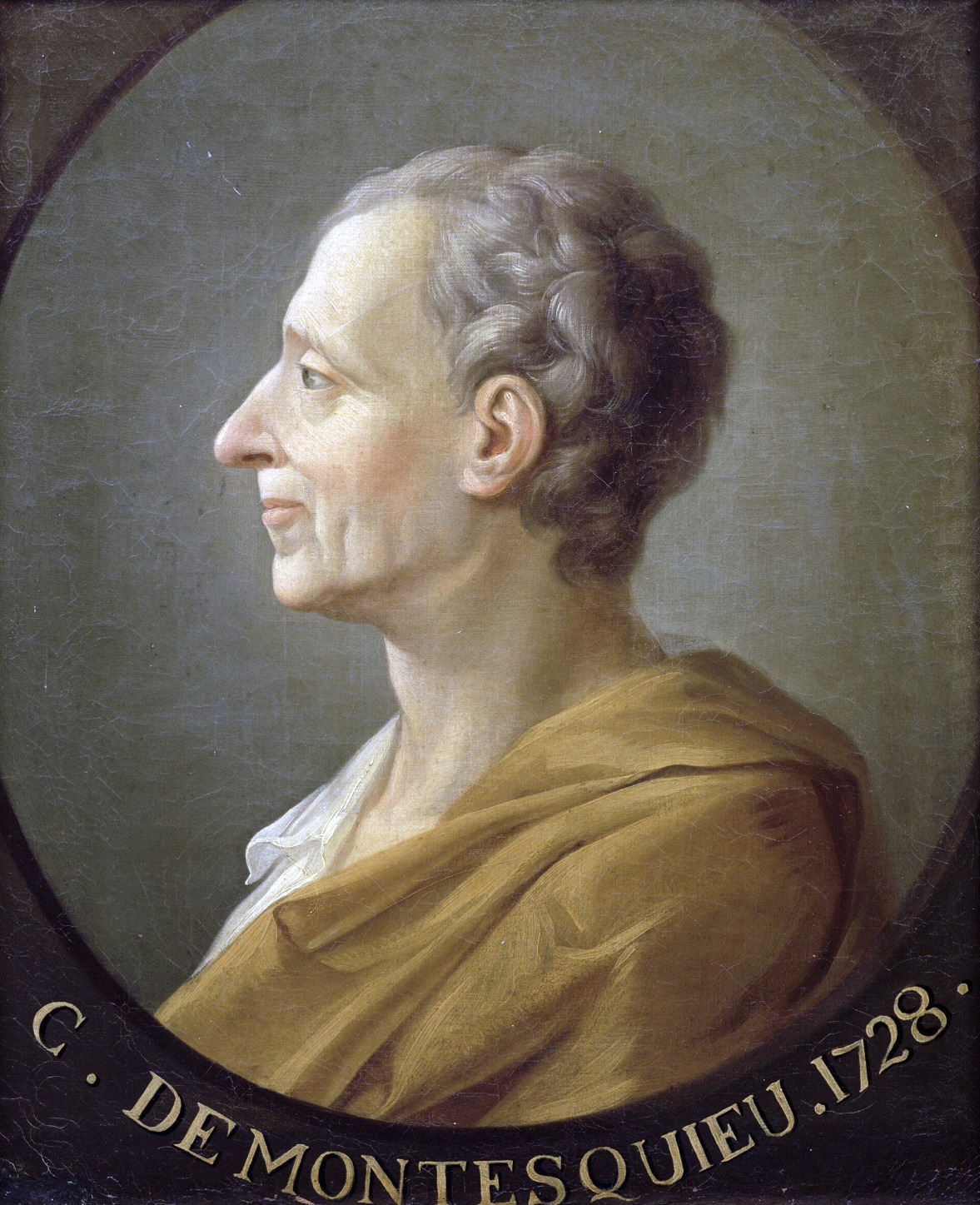
Baron de Montesquieu, 1728

- 18. Januar (getauft): Charles de Secondat, Baron de Montesquieu, französischer Schriftsteller, Philosoph und Staatstheoretiker der Aufklärung († 1755)
- 26. Januar: Johann Jacob Leu, Enzyklopädist, Bürgermeister von Zürich und Bankier († 1768)
- 03. Februar: Blas de Lezo, spanischer Generalleutnant der Flotte († 1741)
- 04. Februar: Johann Christian Feige, deutscher Bildhauer und Bildschnitzer († 1751)
- 05. Februar: Christian Franz Dietrich von Fürstenberg, kurkölnischer Politiker († 1755)
- 13. März: Mattias Alexander von Ungern-Sternberg, schwedischer Feld- und Landmarschall († 1763)
- 17. März: Johann Christian Adami der Jüngere, deutscher Theologe († 1753)
- 02. April: Arthur Dobbs, britischer Kolonialgouverneur von North Carolina († 1765)
- 10. April: Marie Charlotte von Ostfriesland, ostfriesische Gräfin († 1761)
- 14. April: Ferdinand Zellbell, schwedischer Komponist († 1765)
- 15. April: Richard Ward, Gouverneur der Colony of Rhode Islands and Providence Plantations († 1763)
- 26. April: Christoph Martin von Degenfeld-Schonburg, königlich preußischer General, Diplomat sowie Staats- und Kriegsminister († 1762)
- 01. Mai: Heinrich Gottlieb Herbst, deutscher Orgelbauer († 1738)
- 15. Mai: Gebhard Christian Bastineller, deutscher Rechtswissenschaftler († 1755)
- 17. Mai: Johann Ludwig Lindhammer, deutscher evangelischer Theologe († 1771)
- 26. Mai: Mary Wortley Montagu, englische Schriftstellerin († 1762)
- 27. Mai: Andreas Jakob von Dietrichstein, Fürsterzbischof von Salzburg († 1753)

### Zweites Halbjahr

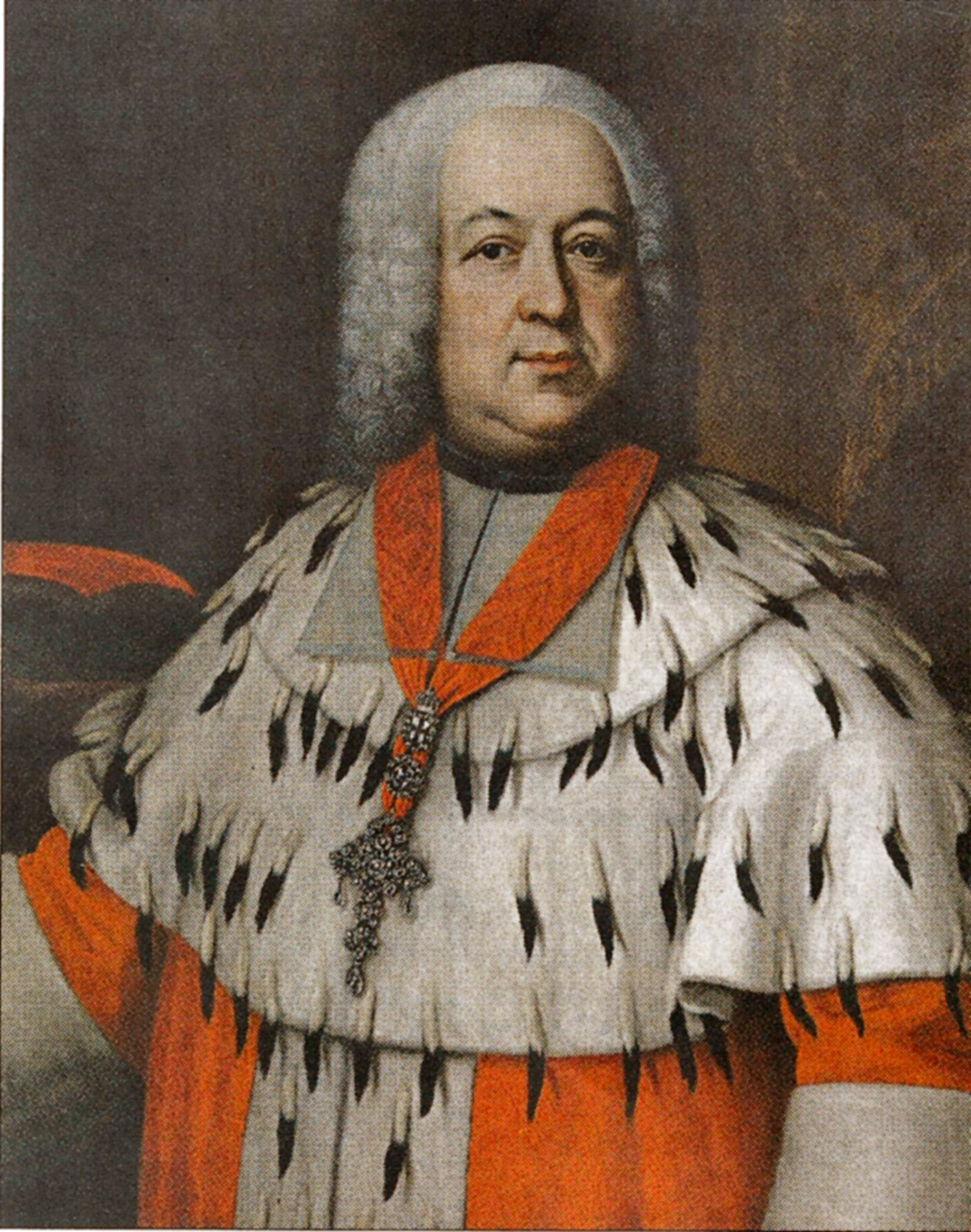
Johann Friedrich Karl von Ostein

- 6. Juli: Johann Friedrich Karl von Ostein, Erzbischof und Kurfürst von Mainz und Bischof von Worms († 1763)
- 9. Juli: Alexis Piron, französischer Jurist und Schriftsteller († 1773)
- 17. Juli: Christian, Landgraf von Hessen-Wanfried und Hessen-Rheinfels († 1755)
- 7. August: Henrik Benzelius, schwedischer lutherischer Theologe und Erzbischof von Uppsala († 1758)
- 8. August: Wenzel Lorenz Reiner, Maler des Barock in Böhmen († 1743)
- 19. August: Samuel Richardson, britischer Schriftsteller († 1761)
- 1. September: Kilian Ignaz Dientzenhofer, böhmischer Baumeister des Spätbarock († 1751)
- 17. September: Ferdinand Karl Gobert von Aspremont-Lynden, habsburgischer Militär († 1772)
- 30. September: Jacques Aubert, französischer Violinist und Komponist († 1753)
- 17. Oktober: Marie-Nicole Horthemels, französische Kupferstecherin und Radiererin († 1745)
- 22. Oktober: Johann V. („der Großherzige“, o Magnânimo), König von Portugal aus dem Hause Braganza († 1750)
- 23. Oktober: Johann Christoph Freiherr von Bartenstein, österreichischer Staatsmann und Diplomat deutscher Herkunft († 1767)
- 29. Oktober: Johann Christoph Richter, Leipziger Rats- und Handelsherr († 1751)

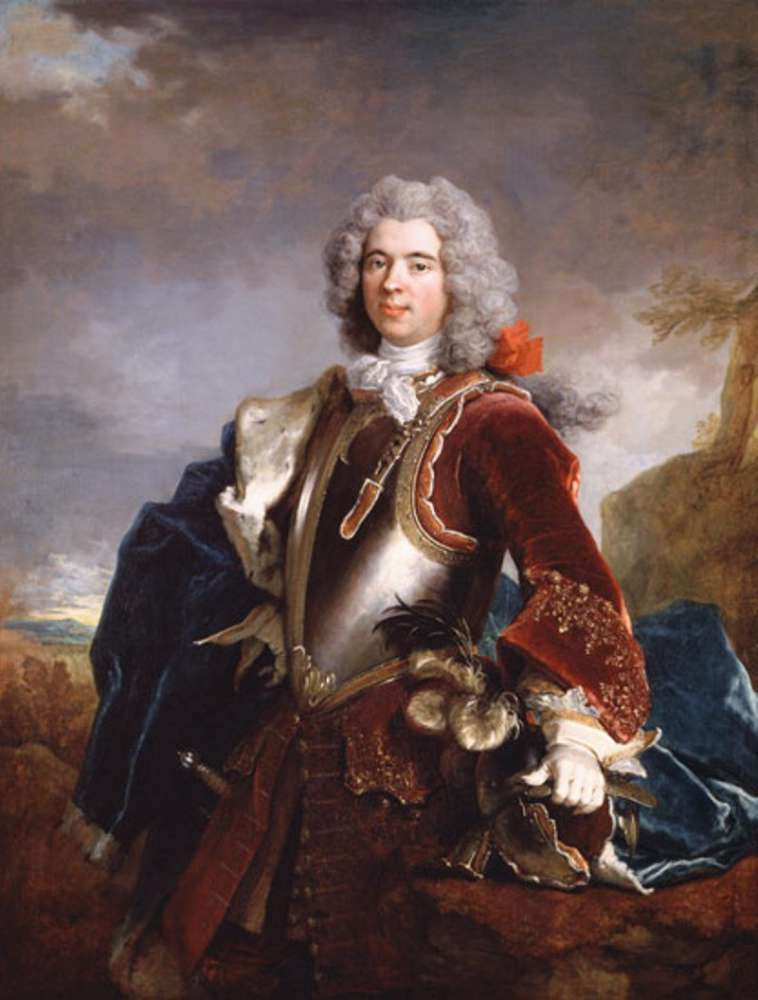
Jacques I. von Monaco

- 3. November: Charles-Daniel Prince, Schweizer evangelischer Geistlicher († 1762)
- 21. November: Jacques I., Fürst von Monaco († 1751)
- 24. November: Gaspare Diziani, venezianischer Maler, Zeichner, Kupferstecher, Bühnenbildner und Restaurator († 1767)
- 23. Dezember: Joseph Bodin de Boismortier, französischer Flötist und Cembalist († 1755)
- 24. Dezember: Frans van Mieris der Jüngere, niederländischer Genre- und Bildnismaler und Radierer († 1763)
- 25. Dezember: Conrad Iken, deutscher evangelischer Geistlicher († 1753)
- 27. Dezember: Jacob August Franckenstein, deutscher Rechtswissenschaftler und Redakteur († 1733)

### Genaues Geburtsdatum unbekannt
- Shah Abdul Latif, Sufi-Gelehrter und klassischer Dichter Sindhs († 1752)
- Giuseppe Maria Tanfani, italienischer Geiger und Komponist († 1771)

## Gestorben

### Todesdatum gesichert
- 07. Januar: James Howard, 3. Earl of Suffolk, englischer Adeliger (* 1620)
- 10. Januar: Rudolph Wilhelm Krause der Ältere, deutscher Rechtswissenschaftler und Kanzler von Sachsen-Weimar (* 1612)
- 14. Januar: Georg Wiegner, deutscher Jurist und Bürgermeister von Dresden (* 1607)
- 18. Januar: Ernst Günther, Herzog von Schleswig-Holstein-Sonderburg-Augustenburg (* 1609)
- 21. Januar: Gustaf Persson Banér, schwedischer Feldmarschall (* 1618)
- 02. Februar: Georg Dientzenhofer, deutscher Baumeister und Architekt (* 1643)
- 18. Februar: Johann Christfried Sagittarius, deutscher Kirchenhistoriker und lutherischer Theologe (* 1617)
- 25. Februar: Khushal Khan Khattak, paschtunischer Dichter (* 1613)
- 10. März: Philipp Ludwig, erster Herzog von Schleswig-Holstein-Sonderburg-Wiesenburg (* 1620)
- 16. März: Sebastian von Pötting, Bischof von Lavant und Fürstbischof von Passau (* 1628)
- 26. März: Gabriel Milan, dänischer Militär, Kaufmann und Gouverneur von Dänisch-Westindien (* 1631)
- 16. April: Aphra Behn, englische Schriftstellerin (* 1640)
- 18. April: George Jeffreys, 1. Baron Jeffreys, englischer Lordkanzler und Lord Chief Justice in England und Wales (* 1645)

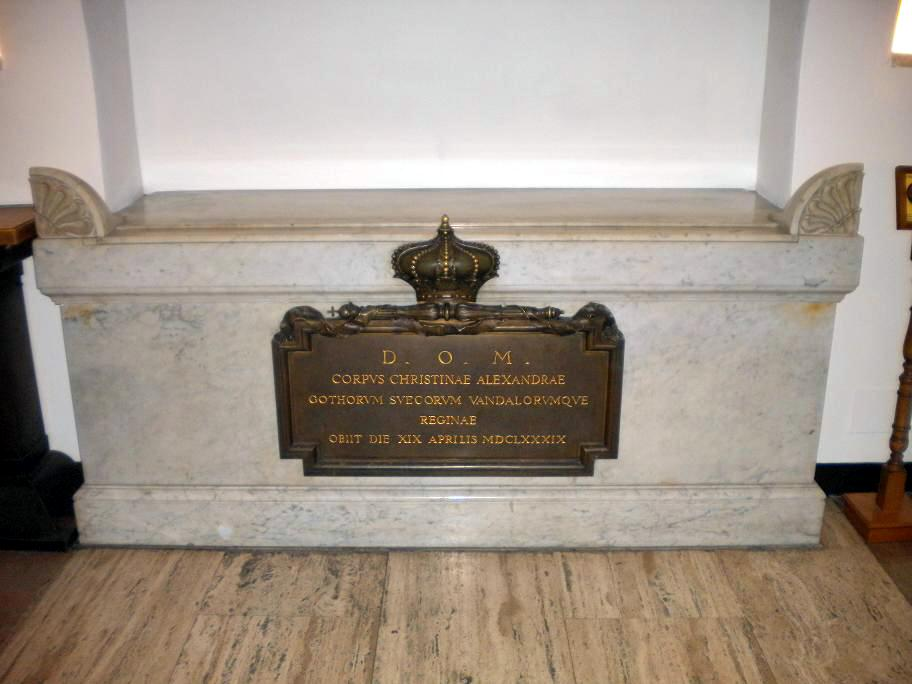
Grab Christinas im Petersdom

- 19. April: Christina I., Königin von Schweden (* 1626)
- 19. April: Johan Lorentz, dänischer Komponist (* um 1610)
- 02. Mai: Wilhelm Leyser II., deutscher Jurist und Rechtswissenschaftler (* 1628)
- 17. Mai: Ernst Ludwig Avemann, deutscher Politiker und Diplomat (* 1609)
- 07. Juni: Catherine Bellier, französische Kammerfrau und Mätresse (* 1614)
- 07. Juli: Luise Christine von Savoyen-Carignan, Markgräfin von Baden-Baden (* 1627)
- 13. Juli: Johann Volkmar Bechmann, deutscher Rechtswissenschaftler (* 1624)
- 13. Juli: Abraham Wild, Schweizer evangelischer Geistlicher (* 1628)
- 27. Juli: John Graham, 1. Viscount of Dundee, schottischer Adliger (* 1648)
- 31. Juli: Wolfgang Gundling, deutscher protestantischer Prediger, Diakon und Kapitelsdekan und Kirchenschriftsteller (* 1637)
- 06. August: Dorothea Sophie von Schleswig-Holstein-Sonderburg-Glücksburg, Kurfürstin von Brandenburg (* 1636)
- 11. August: Václav (Jan) Rosa, tschechischer Sprachwissenschaftler, Dichter und Rechtsanwalt (* etwa 1620)

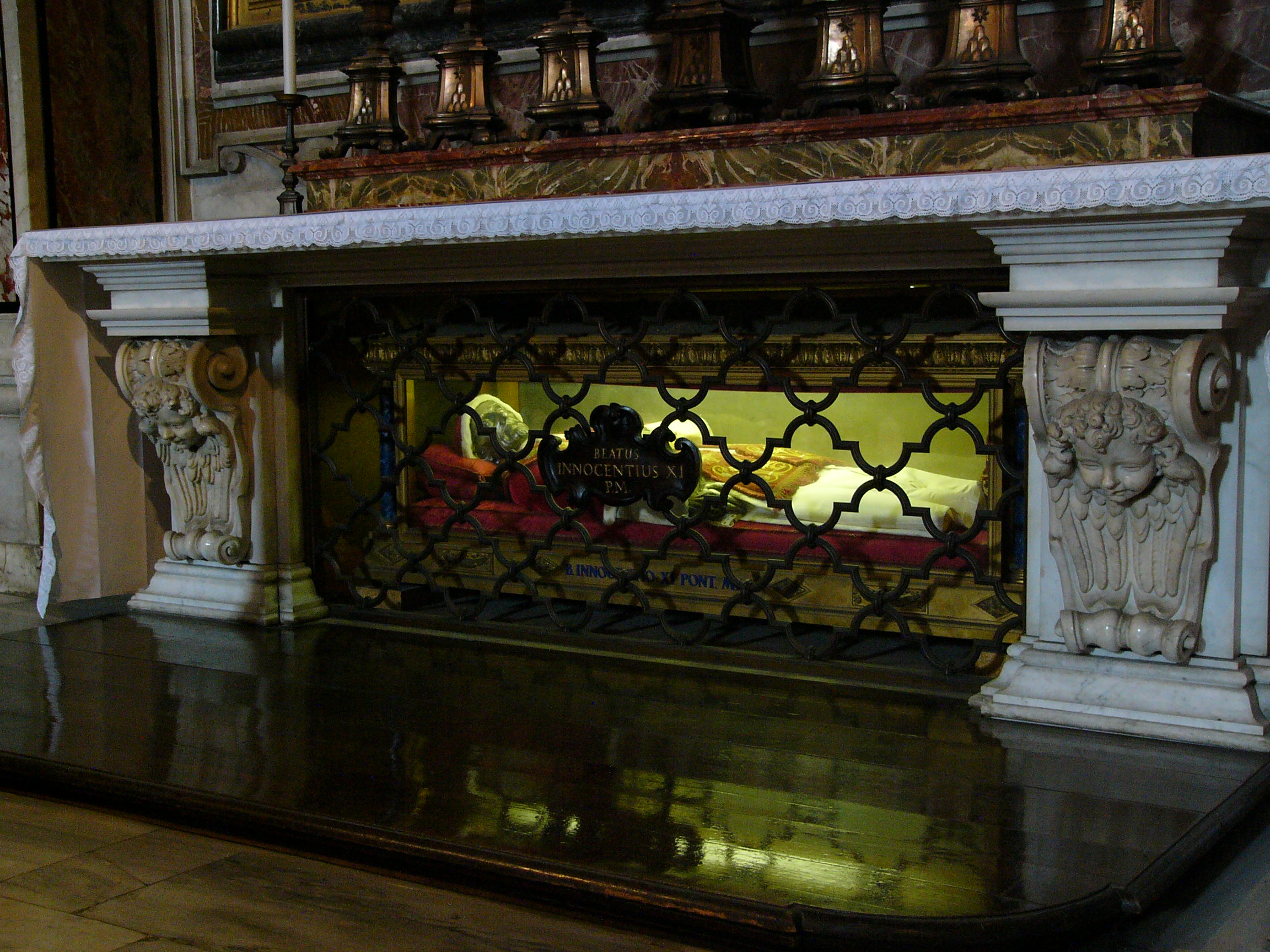
Gläserner Sarg Papst Innozenz’ XI. im Petersdom

- 12. August: Benedetto Odescalchi, unter dem Namen Innozenz XI. Papst (* 1611)
- 13. August: Maximilian, Fürst von Hohenzollern-Sigmaringen (* 1636)
- 10. September: Johannes de Spina, deutscher Rechtswissenschaftler (* 1642)
- 13. September: Ciro Ferri, italienischer Maler (* 1633)
- 15. September: Balthasar Cellarius, deutscher evangelischer Theologe (* 1614)
- 23. September: Johann Caspar Pflaume, Leipziger Ratsherr und Stadtrichter (* 1644)
- 26. September: August, Herzog von Schleswig-Holstein-Sonderburg-Beck (* 1652)
- 26. September: Jacob Ferdinand Voet, flämischer Porträtmaler (* 1639)
- 04. Oktober: Quirinus Kuhlmann, deutscher Schriftsteller (* 1651)
- 05. Oktober: Johannes Scheibler, deutscher evangelischer Geistlicher (* 1628)
- 07. Oktober: Jakob Dietlof von Arnim, Kurbrandenburger Obrist, Generalmajor und Hauptmann (* 1645)
- 09. Oktober: Heinrich Balthasar Roth, deutscher Rechtswissenschaftler (* 1639)
- 13. Oktober: Johann Georg Lorenz, deutscher Pädagoge (* 1627)
- 14. Oktober: Adolf Johann I., schwedischer Reichsmarschall, Herzog von Stegeborg und Pfalz-Kleeburg (* 1629)
- 24. Oktober: Stephan Farfler, Uhrmacher, möglicherweise erster Erbauer eines Rollstuhls (* 1633)
- 14. November: Adam Christoph Jacobi, deutscher Jurist (* 1638)
- 15. November: Ernst Ludwig von Remchingen, deutscher Oberstleutnant und Burgvogt (* 1622)
- 23. November: Philipp von Zesen, deutscher Barockdichter (* 1619)
- 02. Dezember: Ewald von Kleist, kurbrandenburgischer Diplomat (* um 1615)
- 29. Dezember: Thomas Sydenham, englischer Arzt der Barockzeit (* 1624)
- Dezember: Louis Ferdinand Elle der Ältere, französischer Maler (* 1612)

### Genaues Todesdatum unbekannt
- Johann Aken, deutscher Maler
- Pjetër Bogdani, albanischer Bischof von Shkodra und Erzbischof von Skopje
- Charles Errard, französischer Maler, Kupferstecher und Architekt